# Trenkovo
Trenkovo är en ort i Kroatien.   Den ligger i länet Slavonien, i den östra delen av landet, 140 km öster om huvudstaden Zagreb. Trenkovo ligger 185 meter över havet och antalet invånare är 822.
Terrängen runt Trenkovo är platt söderut, men norrut är den kuperad. Runt Trenkovo är det ganska glesbefolkat, med 35 invånare per kvadratkilometer. Närmaste större samhälle är Požega, 7,1 km söder om Trenkovo. Trakten runt Trenkovo består till största delen av jordbruksmark.